# UFC on ESPN: Dariush vs. Tsarukyan
UFC on ESPN: Dariush vs. Tsarukyan (también conocido como UFC on ESPN 52) fue un evento de artes marciales mixtas producido por Ultimate Fighting Championship que se llevó a cabo el 2 de diciembre de 2023 en el Moody Center en Austin, Texas, Estados unidos 

## Antecedentes
El evento marcó la quinta visita de la promoción a Austin y la primera desde UFC on ESPN: Kattar vs. Emmett en junio de 2022. 
Una pelea de peso ligero entre Beneil Dariush y Arman Tsarukyan encabezó el evento. 
Se esperaba que se llevara a cabo una pelea de peso ligero a cinco asaltos entre Bobby Green y Dan Hooker en el evento coestelar, lo que habría marcado la sexta vez que se programa una pelea no principal y sin título para cinco asaltos.  Sin embargo, la semana antes del evento, Hooker se retiró debido a una fractura en el brazo y fue reemplazado por Jalin Turner en una pelea de tres asaltos. 
Se esperaba que en el evento se llevara a cabo una pelea de peso mediano entre el ex retador al Campeonato de Peso Medio de UFC Jared Cannonier y Roman Dolidze.  Sin embargo, Cannonier sufrió un desgarro del ligamento colateral medial en octubre durante el entrenamiento y la pelea fue cancelada. 
Se esperaba que en el evento se llevara a cabo una pelea de peso semipesado entre Azamat Murzakanov y Khalil Rountree Jr. Sin embargo, a Murzakanov le diagnosticaron neumonía y lo retiraron del evento.  En cambio, Rountree se enfrentó al ex retador del campeonato de peso semipesado de UFC, Anthony Smith, en UFC Fight Night: Song vs. Gutiérrez una semana después. 
Se esperaba que en el evento se llevara a cabo una pelea de peso pluma entre Steve García y Melquizael Costa.   Sin embargo, la pelea fue descartada cuando García se retiró el día anterior debido a una enfermedad.  La pelea fue reprogramada para UFC Fight Night: Song vs. Gutiérrez una semana después. 

## Premios de bonificaciones
Los siguientes luchadores recibieron bonificaciones de 50.000 dólares.
- Pelea de la noche: Rodolfo Bellato vs. Ihor Potieria
- Actuación de la noche: Arman Tsarukyan, Jalin Turner, Sean Brady, Dustin Stoltzfus, Miesha Tate, Cody Brundage, Drakkar Klose y Jared Gooden